# Philentoma
Genre
Philentoma est un genre de passereaux de la famille des Vangidae. Il regroupe deux espèces de philentomes.

## Répartition
Ce genre se trouve à l'état naturel en Asie du Sud-Est,.

## Liste alphabétique des espèces
Selon la classification de référence du Congrès ornithologique international (version 8.2, 2018) :
- Philentoma pyrhoptera (Temminck, 1836) — Philentome à ailes rousses
  - Philentoma pyrhoptera dubia Hartert, 1894
  - Philentoma pyrhoptera pyrhoptera (Temminck, 1836)
- Philentoma velata (Temminck, 1825) — Philentome à poitrine marron
  - Philentoma velata caesia (Lesson, R, 1839)
  - Philentoma velata velata (Temminck, 1825)

## Taxonomie
Ce genre appartenait auparavant à l'ancienne famille des Tephrodornithidae. En 2018, le congrès ornithologique international a décidé de le rattacher à la famille des Vangidae et de supprimer la famille des Tephrodornithidae.